# An Tây (Bình Dương)
An Tây is een xã van huyện Bến Cát, een huyện in de provincie Bình Dương.
An Tây ligt in het zuidwesten van het district en ligt ongeveer 10 kilometer ten westen van thị trấn Mỹ Phước, de hoofdplaats van het district. De afstand tot het centrum van Ho Chi Minhstad bedraagt ongeveer dertig kilometer. An Tây ligt op de oostelijke oever van de Sài Gòn.
De oppervlakte van An Tây bedraagt ongeveer 43,55 km². An Tây heeft 8230 inwoners.